# 罗阇

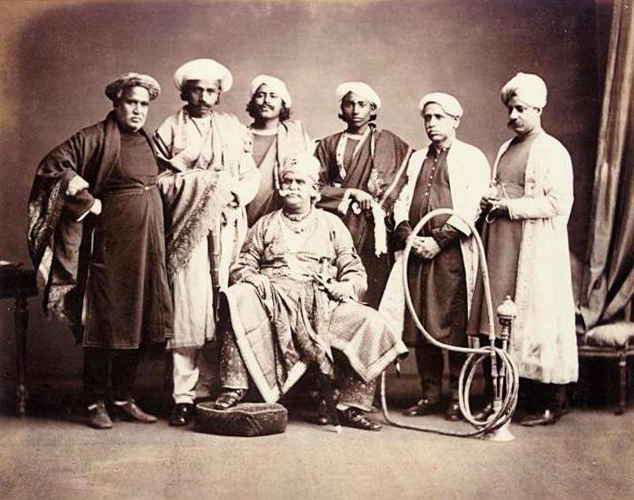
摩訶羅闍在迦尸國（1870年代）

羅闍（羅馬化：rājā），又译叻差、拉惹、拉者、拉贾，是南亞、東南亞和印度等地對於國王或土邦君主、酋長的稱呼，源自於梵文的（rājan）一詞。
在印度，伊斯蘭教傳入後，拉者專用作印度教君主、領袖的稱呼，用以區別於伊斯蘭教的“苏丹”和“那瓦卜”；拉其普特人稱拉者為“罗那（Rānā）”，南亞部分地區使用此稱呼，可翻譯為大王、大君。拉者和拉那的正妻（王后）皆稱作“罗尼（Rani）”，女性拉者亦稱“罗尼”。
目前，馬來西亞玻璃市的統治者仍稱作拉惹。
一些拉者尊稱為“摩訶羅闍”（Māhāraja，महाराज），譯為霸王、霸主，亦可譯作“皇帝”。摩訶拉者本指接受其他國家朝貢的大國之君，後來所有拉者都自稱為摩訶拉者，摩訶拉者與拉者便成為同義詞，可以混用。
在印度宗教中也稱呼某些神明，佛教也用以稱呼佛、法王、菩薩等，如法王（dharma-rāja），藥師佛全名“藥師琉璃光王如來”（bhaiṣajya-guru-vaiḍūrya-prabha-rājaya-tathagata）。東南亞的南傳佛教也以“拉者”稱全國僧王。